# Rejon horodecki
Rejon horodecki (biał. Гарадо́цкі раё́н, Haradocki rajon, ros. Городо́кский райо́н, Gorodokskij rajon) – rejon w północnej Białorusi, w obwodzie witebskim.

## Geografia
Rejon horodecki ma powierzchnię 2980,13 km². Lasy zajmują powierzchnię 1643,75 km², bagna 111,24 km², obiekty wodne 114,07 km².

## Herb
Herb rejonu horodeckiego został ustanowiony 20 stycznia 2006 roku rozporządzeniem prezydenta Białorusi.

## Demografia
Liczba ludności:
- 2005: 32 200
- 2006: 30 200
- 2008: 28 800
- 2009: 28 400